# Fourdrinoy
Fourdrinoy (picardisch: Fordinoé) ist eine nordfranzösische Gemeinde mit 381 Einwohnern (Stand 1. Januar 2022) im Département Somme in der Region Hauts-de-France. Die Gemeinde liegt im Arrondissement Amiens, ist Teil der Communauté de communes Nièvre et Somme und gehört zum Kanton Ailly-sur-Somme.

## Geographie
Fourdrinoy liegt rund vier Kilometer südwestlich von und unmittelbar anschließend an Picquigny. Der Bois de Cavillon erstreckt sich ganz überwiegend über das Gebiet von Fourdrinoy.

## Einwohner
| 1962 | 1968 | 1975 | 1982 | 1990 | 1999 | 2006 | 2011 |
| ---- | ---- | ---- | ---- | ---- | ---- | ---- | ---- |
| 257  | 268  | 276  | 340  | 334  | 326  | 351  | 352  |

## Sehenswürdigkeiten

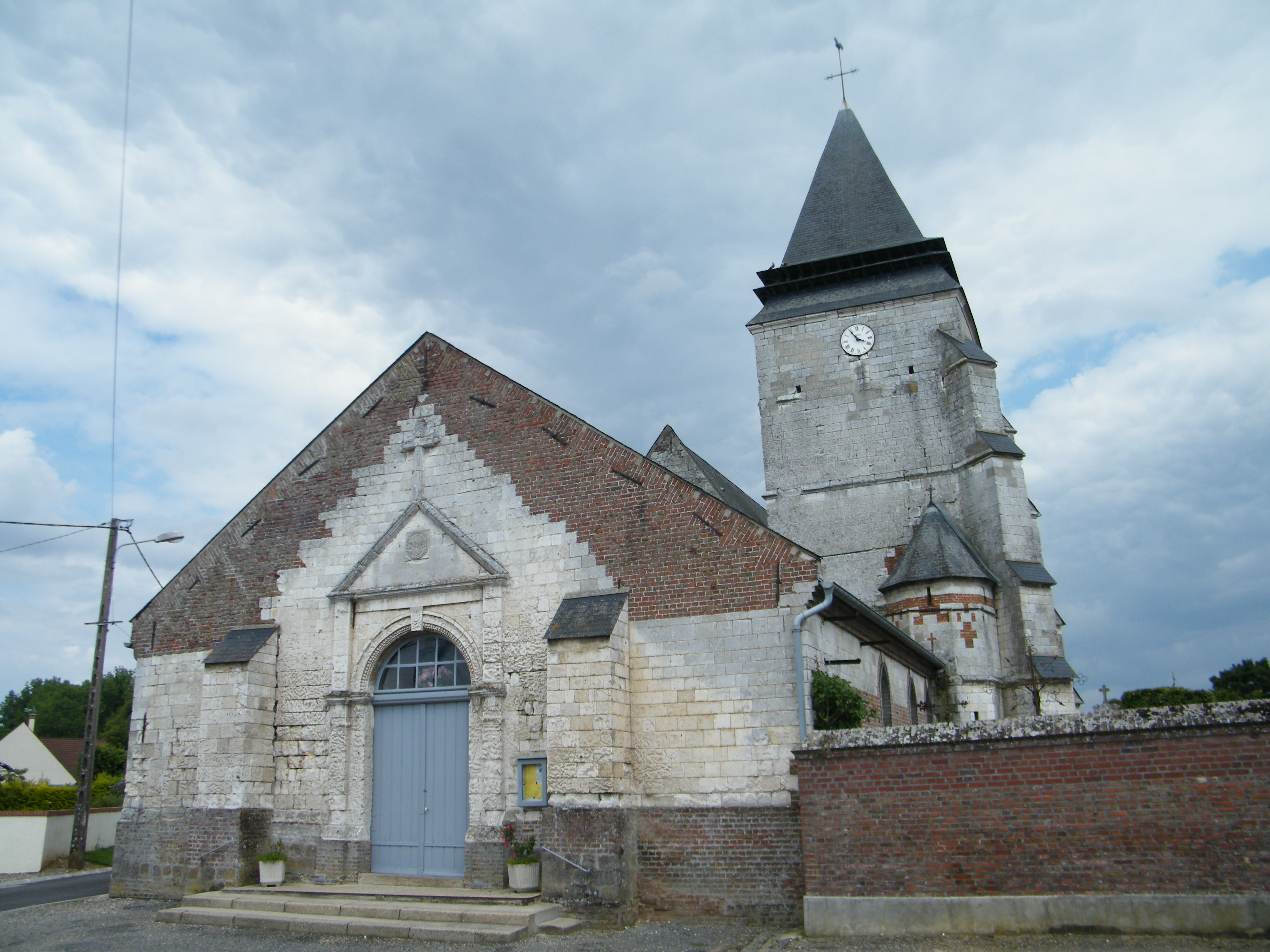
Kirche Saint-Jean-Baptiste

- Kirche Saint-Jean-Baptiste mit mächtigem quadratischem Turm und Ausstattungsstücken hauptsächlich aus dem 18. Jahrhundert, 1926 als Monument historique eingetragen (Base Mérimée PA00116160)
- Zwei britische Soldatengräber aus dem Zweiten Weltkrieg auf dem Friedhof